# Andrzej Brożek
Andrzej Brożek (ur. 10 listopada 1933 w Katowicach, zm. 19 stycznia 1994 w Lüneburgu) – polski ekonomista i historyk, profesor tytularny, nauczyciel akademicki Wyższej Szkoły Pedagogicznej w Opolu i Uniwersytetu Jagiellońskiego w Krakowie.

## Życiorys
W latach 1950–1953 studiował w Wyższej Szkole Ekonomicznej w Katowicach. Wykształcenie uzupełniał w latach 1953–1955 na Uniwersytecie Warszawskim. Stopień naukowy doktora uzyskał w 1961 Wyższej Szkole Ekonomicznej w Katowicach. W 1962 został nauczycielem akademicki Wyższej Szkoły Pedagogicznej w Opolu. Nadano mu stopień naukowy doktora habilitowanego. W 1969 objął stanowisko docenta. W 1979 został profesorem nadzwyczajnym. Od 1979 był zatrudniony w Instytucie Badań Polonijnych Uniwersytetu Jagiellońskiego w Krakowie. W 1988 został profesorem zwyczajnym. W 1993 został profesorem wizytującym Uniwersytetu w Lüneburgu.

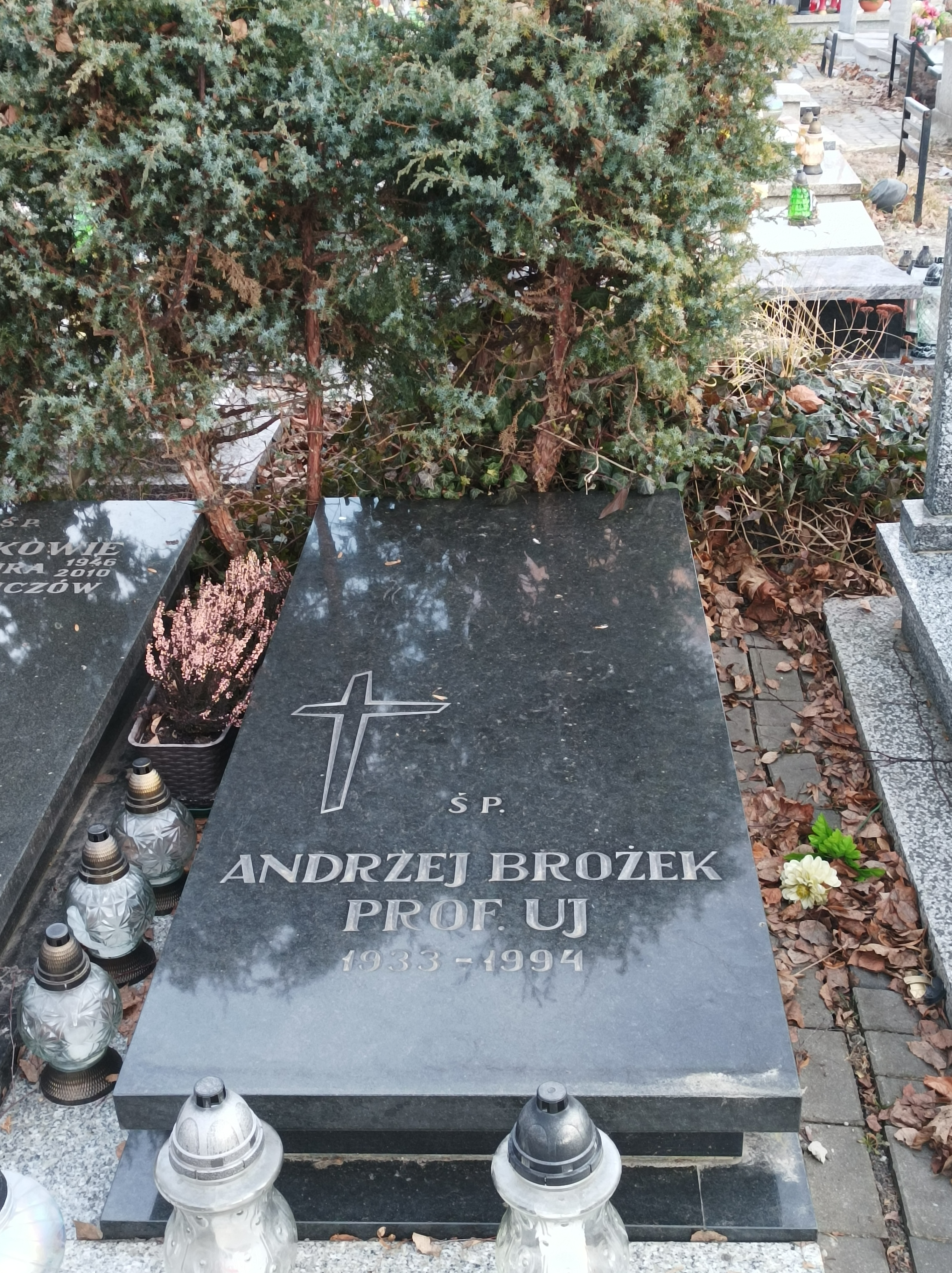
Grób prof. Andrzeja Brożka na cmentarzu przy ul. Francuskiej w Katowicach

## Wybrane publikacje
- Ostflucht na Śląsku (1966)
- Obraz gospodarczy rejencji opolskiej w przededniu wybuchu drugiej wojny światowej (1968)
- Ślązacy w Teksasie (1972)
- Po pięćdziesięciu latach: wokół Stanisława Wasylewskiego i jego „Na Śląsku Opolskim” (1995)[1]